# Lino (mitología)

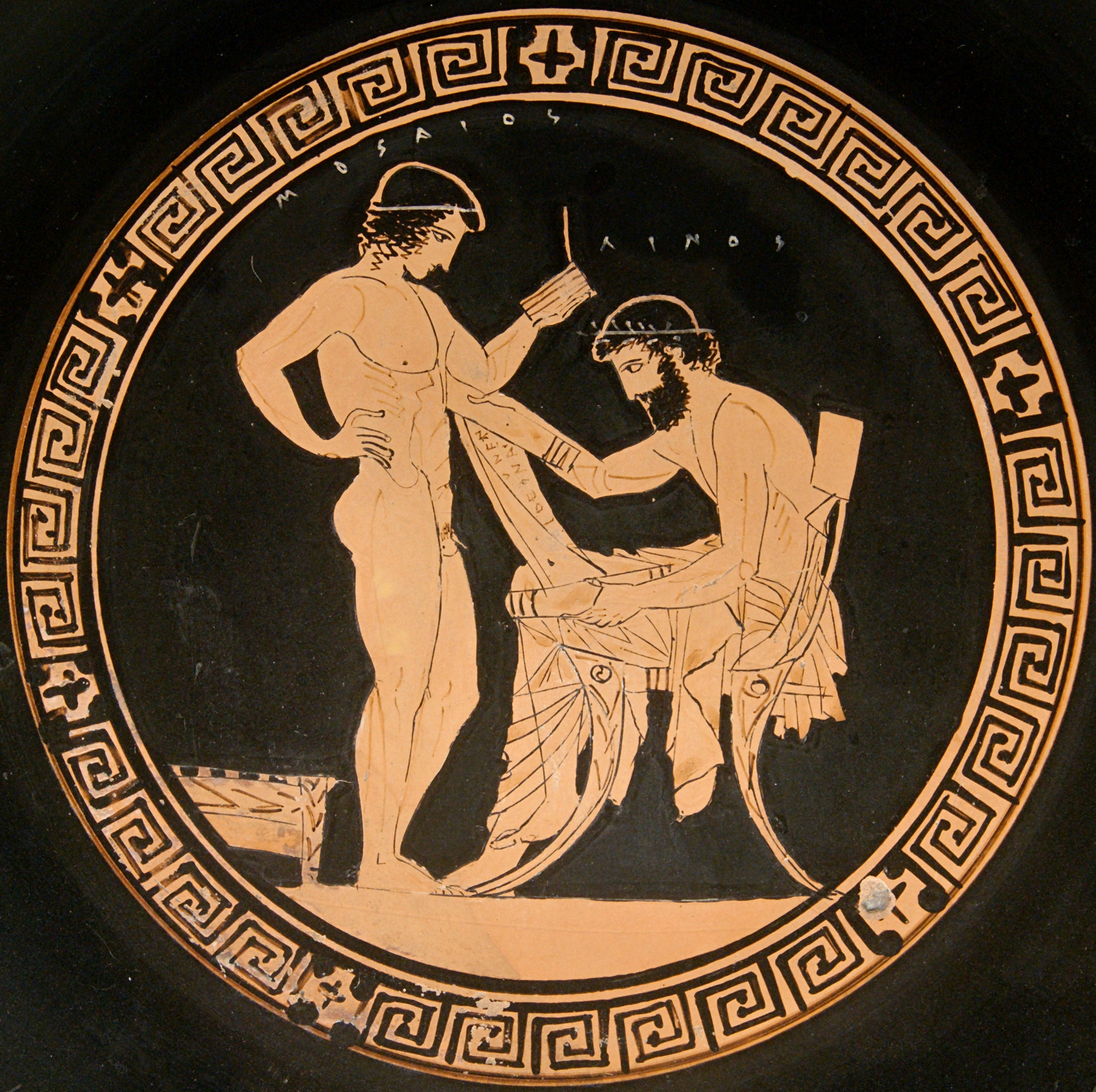
Medallón de una cílica de cerámica ática de figuras rojas (440 - 435 a. C.): Museo con unas tablillas de escribir y su maestro Lino con un rollo de papiro. Museo del Louvre.

Lino (en griego Λίνος; Línos) es un personaje de la mitología griega y también está estrechamente relacionado con Orfeo. En algunas fuentes se considera a Lino como el creador de la poesía lírica. De hecho Diodoro Sículo dice que de entre los griegos Lino fue el primero que inventó los ritmos y la melodía.
Existen varias tradiciones acerca de Lino pero todas alegan que era un héroe dotado con una aptitud extraordinaria con la música:

«Y Urania entonces dio a luz a Lino, hijo muy amado, al que en verdad todos los aedos y citaristas mortales que existen celebran con trenos en los banquetes y
coros; y a Lino invocan al comenzar y al terminar».
Escolio a Homero, "Ilíada" XVIII 570

Incluso se lo refiere como vencedor en un certamen de canto, en tanto que su hermano Orfeo haría lo mismo en una competición usando la cítara. Al igual que Yálemo, es la personificación de un treno o himno fúnebre de la música griega.
Su filiación es diferente según las fuentes, siendo por lo general hijo de Apolo y de una de las musas. Apolodoro nos dice que «de Calíope y Eagro, o supuestamente Apolo, nacen Lino y Orfeo», por lo que la mitografía posterior ya identificaba naturalmente a estos tres cantores en la misma familia. La Suda engloba una buena colección de variantes acerca de su filiación: «(natural) de Cálcide, (Lino era hijo) de Apolo y Terpsícore, pero otros dicen que de Anfímaro y Urania, y otros más de Hermes y Urania». Debido a la escasa unanimidad en las tradiciones otros autores también lo relacionaron con otros héroes primitivos en uniones con otras musas: así Lino era imaginado como hijo de Magnes y Clío, o bien de Apolo y Urania o Terpsícore. Otros dicen que era hijo de Ismenio, tutor de música de Heracles y que murió siendo aún niño.
El célebre abolengo de Lino incluso es citado como el mítico antepasado de los poetas épicos Homero y Hesíodo, en esta línea genealógica: Apolo (y Toosa) - Lino - Píero - Eagro - Orfeo - (siete generaciones de personajes secundarios)- Hesíodo y Perses. De Perses, el hermano de Hesíodo, desciende Homero: Perses - Meón - una hija innominada (con el río Meles) - Homero. Se desconocen la identidad de la gran mayoría de nombres citados en esos versos (tan solo se indican sus nombres), si es que no fueron invención del propio poeta.
Como hermano de Orfeo, le enseñó a este la música. Pasó a habitar en Tebas, y allí fue designado como instructor de música de Heracles, a quien enseñó a tocar la cítara o la lira. En una ocasión en que reprendió agriamente a su pupilo, este perdió los estribos y le golpeó con el instrumento en la cabeza, causando así su muerte. Cuando Heracles fue juzgado por asesinato, citó la ley de Radamantis según la cual quien rechaza a un agresor injusto es inocente, y así fue absuelto del crimen.